# Canrenoato de potássio
Canrenoato de potássio (DCI) é composto orgânico, pró-fármaco do sal de potássio do ácido canrenoico, que atua como antagonista da aldosterona.
Provoca um aumento significativo na norepinefrina e sua absorção pelo coração.